# Гойхман Борис Абрамович
Бори́с Абра́мович Го́йхман (нар. 28 квітня 1919, Вознесенськ, Україна — пом. 2005, Москва) — радянський спортсмен уродженець України, гравець у водне поло. Бронзовий призер Олімпійських ігор 1956 року, срібний призер Олімпійських ігор 1960 року.

## Біографія
Народився 28 квітня 1919 року в Вознесенську Миколаївської області, Україна.
Воротар. Заслужений майстер спорту. Заслужений тренер СРСР. Почав грати в Криму та Ялті на початку 1930-х років.
Виступав за «Динамо» (Москва) — 1938-41, ЦДКА, ЦДСА, ЦСК МО, ЦСКА і ЦВСК ВМФ (Москва) — 1945-46, 1953-60, «Торпедо» (Москва) — 1947-49, ВВС (Москва) — 1950-52. Чемпіон СРСР (1945, 1946, 1948, 1951, 1952, 1954), 2-й призер чемпіонатів СРСР (1947, 1957, 1958), 3-й призер чемпіонатів СРСР (1949, 1950, 1953, 1960). Володар Кубка СРСР (1946, 1947, 1948, 1951, 1953), фіналіст Кубка СРСР (1949). 2-й призер Олімпійських ігор (1960), 3-й призер Олімпійських ігор (1956). Третій призер чемпіонату Європи (1958).
Учасник Олімпійських ігор (1952) і чемпіонату Європи (1954). Найкращий воротар світу Олімпійських ігор (1952). У 1952 році посів сьоме місце в турнірі Олімпійських водне поло. Він грав усі дев'ять матчів як воротар.
1956 року завоював бронзову медаль з радянською командою в змаганнях по водному поло на Олімпійських іграх. Він зіграв шість матчів як воротар.
У 1960-х іграх він був у складі збірної СРСР, виграв срібну медаль у турнірі Олімпійських водне поло. Він зіграв чотири матчі як воротар.
Головний тренер ЦВСК ВМФ (Москва) — з 1961 року. Під його керівництвом ЦВСК ВМФ (Москва) був чемпіоном СРСР (1964-66, 1970, 1971) і володарем Кубка СРСР (1973). Суддя всесоюзної категорії. Учасник Великої Вітчизняної війни, кавалер бойових нагород. Помер 28 жовтня 2005 року. Похований на дільниці № 6 «А» Троєкурівського кладовища в Москві.